# 渡辺佳恵
渡辺 佳恵（わたなべ よしえ、1969年1月19日 - 2024年3月12日）は日本のブランドプロデューサー、株式会社REBEAUTY代表。

## 来歴
東京都江東区生まれ。10歳の時に埼玉県志木市に移住。血液型はA型。既婚。1児の母。妹が1人いる。

### CanCam時代
1990年、跡見学園女子大学在学中から編集部に出入りして、雑誌のファッションライターとして活動を始める。
23歳頃からCanCamに携わる。その後ファッションライターとしての手腕を認められ、CanCam初のファッションディレクターに就任。
CanCamの「めちゃモテブーム」、「えびちゃんもえちゃんブーム」など社会現象を作った立役者となり、販売部数は20万部から80万部まで増えた。
CanCam在籍時にはスタッフ育成にも力を入れており、亀恭子をはじめとした数々の有名スタイリストなどを育てた他、CanCamのお姉さん雑誌『お姉さん系CanCam』（後のAneCan）の立ち上げを手掛けた。当時のCanCamモデルだった仁香とは今でも仲が良い。

### 独立後
14年間CanCamに携わった後、35歳の時に独立。
独立後はプロデューサーとして藤原紀香「紀香バディ！」をはじめとした書籍を手がける一方、託児所付き総合トータルビューティーサロン「rinato」や、大人の女性のための靴ブランド「Daniella&GEMMA」、日本初ナイジェリア産のココナッツオイルを使ったオーガニックコスメ「coco organics」 のプロデュースを行っている。
また商品のプロデュース以外にも数々の女子アナ、モデルのプロデュースをした経験から、オンラインサロン「あなた史上最高の自分を引き出します」を開設。
一般女性のヴィジュアルプロデュースも行っている。
2017年、自らの薄毛や髪のパサつきの悩みを解決するべく、ありとあらゆる商品や技術を試し、ようやく見つけた「効くもの」を結集させた、渾身の育毛＆美髪サロン「RESALON」ポップアップショップをオープン。新規予約待ち二ヶ月の人気サロンとなり、2018年5月表参道にて本店をグランドオープン。
忙しく日々を過ごす傍、29歳の時に結婚し、母として子育てもしている。
2024年3月12日に膵がんで死去。55歳没。

## 関連書籍
プロデュース
- 藤原紀香著『紀香バディ！』講談社、2007
- 亀恭子著『美人スタイリスト「亀 恭子」の本。』小学館、2009
- 仁香著『1人5役 仁香の幸せ美人道』ベストセラーズ、2009[8]